# 2016-os indianapolisi 500
A jubileumi, 100. Indianapolisi 500 mérföldes versenyt (angolul 100th Indianapolis 500 vagy szponzorált nevén 100th Indianapolis 500 presented by PennGrade Motor Oil) 2016. május 29-én rendezték meg az Indianapolis Motor Speedwayen. A programok május tizenegyedikén, az utánpótlás sorozatok (Road to Indy) tesztjével kezdődtek, majd tizenkettedikétől kezdve a belső pályán került sor a Grand Prix of Indianapolisra.
Az Indy 500-hoz szorosan kötődő programok közül május tizenhatodikán az újoncteszt volt az első, amely során a versenyen először induló pilótáknak különböző feladatokat kellett végrehajtaniuk ahhoz, hogy rajtengedélyt kapjanak.
A pole-pozícióból az egy évvel korábban kis híján halálos balesetet szenvedő kanadai James Hinchcliffe indulhatott, a versenyt azonban az újonc Alexander Rossi nyerte. Rossi győzelme az első újoncsikert jelentette Hélio Castroneves 2001-es elsősége óta.

## Háttér

### Nevezési lista
- Nagyapja, Jack és apja, Geoff után Matthew Brabham (KV Racing Technology) lett a harmadik „harmadik generációs” versenyző az indianapolisi 500 történetében. Az első két ilyen pilóta Bill Vukovich III és Marco Andretti voltak.[3]
- Sage Karam csak erre a versenyre tért vissza a 2016-os szezonban. Csapata a Dreyer & Reinbold Kingdom Racing volt.
- Bryan Clauson a Dale Coyne Racing és a Jonathan Byrd's Racing által közösen felkészített, #88-as rajtszámú autóval vágott neki a versenynek.
- Pippa Mann volt a mezőny egyetlen női tagja a Dale Coyne Racing színeiben.
- Buddy Lazier a Lazier Partners Racing színeiben indult. Ez volt Lazier Indy 500-győzelmének huszadik évfordulója.
- Spencer Pigot a Rahal Letterman Lanigan Racing autójába ült be.
- Alex Tagliani az A.J. Foyt Enterprises autóját vezeti. Rajtszáma a #35 volt, amely a csapatfőnök, A.J. Foyt harmincöt Indy 500-as rajtja előtt tiszteleg.
- J.R. Hildebrand az Ed Carpenter Racingnél versenyzett, a #6-os számú autóban.
- Townsend Bell kapta meg az Andretti Autosport #29-es rajszámú autóját.
- Oriol Servià volt a Schmidt Peterson Motorsport harmadik versenyzője.
- Stefan Wilson a KVSH Racing tagjaként vett részt a futamon. Rajtszáma a #25, amellyel egy évvel korábban elhunyt bátyja, Justin előtt tiszteleg.

| #  | Versenyző             | Csapat                         | Motor     |
| -- | --------------------- | ------------------------------ | --------- |
| 2  | Juan Pablo Montoya Gy | Team Penske                    | Chevrolet |
| 3  | Hélio Castroneves Gy  | Team Penske                    | Chevrolet |
| 4  | Buddy Lazier Gy       | Lazier Burns Racing            | Chevrolet |
| 5  | James Hinchcliffe     | Schmidt Peterson Motorsports   | Honda     |
| 6  | J. R. Hildebrand      | Ed Carpenter Racing            | Chevrolet |
| 7  | Mihail Aljosin        | Schmidt Peterson Motorsports   | Honda     |
| 8  | Max Chilton Ú         | Chip Ganassi Racing            | Chevrolet |
| 9  | Scott Dixon Gy        | Chip Ganassi Racing            | Chevrolet |
| 10 | Tony Kanaan Gy        | Chip Ganassi Racing            | Chevrolet |
| 11 | Sébastien Bourdais    | KVSH Racing                    | Chevrolet |
| 12 | Will Power            | Team Penske                    | Chevrolet |
| 14 | Szató Takuma          | A. J. Foyt Enterprises         | Honda     |
| 15 | Graham Rahal          | Rahal Letterman Lanigan Racing | Honda     |
| 16 | Spencer Pigot Ú       | Rahal Letterman Lanigan Racing | Honda     |
| 18 | Conor Daly            | Dale Coyne Racing              | Honda     |
| 19 | Gabby Chaves          | Dale Coyne Racing              | Honda     |
| 20 | Ed Carpenter          | Ed Carpenter Racing            | Chevrolet |
| 21 | Josef Newgarden       | Ed Carpenter Racing            | Chevrolet |
| 22 | Simon Pagenaud        | Team Penske                    | Chevrolet |
| 24 | Sage Karam            | Dreyer & Reinbold Racing       | Chevrolet |
| 25 | Stefan Wilson Ú       | KVSH Racing                    | Chevrolet |
| 26 | Carlos Muñoz          | Andretti Autosport             | Honda     |
| 27 | Marco Andretti        | Andretti Autosport             | Honda     |
| 28 | Ryan Hunter-Reay Gy   | Andretti Autosport             | Honda     |
| 29 | Townsend Bell         | Andretti Autosport             | Honda     |
| 35 | Alex Tagliani         | A. J. Foyt Enterprises         | Honda     |
| 41 | Jack Hawksworth       | A. J. Foyt Enterprises         | Honda     |
| 42 | Charlie Kimball       | Chip Ganassi Racing            | Chevrolet |
| 61 | Matthew Brabham Ú     | PIRTEK Team Murray             | Chevrolet |
| 63 | Pippa Mann            | Dale Coyne Racing              | Honda     |
| 77 | Oriol Servià          | Schmidt Peterson Motorsports   | Honda     |
| 88 | Bryan Clauson         | Jonathan Byrd's Racing         | Honda     |
| 98 | Alexander Rossi Ú     | Andretti Herta Autosport       | Honda     |

| Jelzés | Jelentés        |
| ------ | --------------- |
| Ú      | Újonc           |
| Gy     | Korábbi győztes |

### Szabályváltozások
- Az autók minimumsúlya 716,5 kg-ról 730-ra növekedett egy az autóra kerülő plusz elem (Suspension Wheel/Wing Energy Management System, SWEMS) miatt.
- Az újonctesztek három fázisában az előző évhez képest minden fázis minimumsebessége öt mérfölddel növekedett. A 2016-os újoncteszt első fázisában tíz kört kellett 210-215 mérföld közötti sebességen teljesíteni, ezt követte tizenöt kör 215 és 220 mérföld közötti tempóval, a harmadik fázis során pedig 220 mérföld feletti átlagtempót kellett felvenniük az újonc versenyzőknek.
- 2015-höz képest, amikor a Chevrolet-motorral hajtott autók egy plusz adalékanyagot is használhattak, ebben az évben mindenki egységes üzemanyagot használt.
- Kötelezővé tették az autók karosszériájának alján a titán padlólemezeket. Az elem célja az, hogy csökkentse az autók levegőbe emelkedésének esélyét.
- Az első tesztek során a turbó maximális teljesítménye 130 kilopaszkál lehet, ez a Fast Fridayre 140-re emelkedik. Ezt követően a teljesítmény ismét 130 kPa-ban maximalizálódik.

### Szponzoráció
Az indianapolisi 500 történetében először a 2016-os versenynek névadó szponzora is lett a PennGrade motorolajjal, amely a D-A Lubricant terméke. A cég az ötvenes években (nem névadóként) szponzorálta már a versenyt, a 2016-os verseny idején pedig a Rahal Letterman Lanigan Racing egyik szponzora. A szerződés részleteit nem hozták nyilvánosságra, de nem hivatalos információk szerint a cég és a verseny elöljárói közötti szerződés értelmében a szponzoráció három évre körülbelül ötmillió euróba kerül a D-A Lubricantnek.

## Program
| 2016 május – program  | 2016 május – program | 2016 május – program     | 2016 május – program  | 2016 május – program      | 2016 május – program         | 2016 május – program               |
| Va                    | Hé                   | Ke                       | Sze                   | Csü                       | Pé                           | Szo                                |
| --------------------- | -------------------- | ------------------------ | --------------------- | ------------------------- | ---------------------------- | ---------------------------------- |
| 1                     | 2                    | 3                        | 4                     | 5                         | 6                            | 7 Minimaraton                      |
| 8                     | 9                    | 10                       | 11 Road to Indy teszt | 12 Grand Prix szabadedzés | 13 Grand Prix időmérő        | 14 Angie's List GP of Indianapolis |
| 15 Car conversion day | 16 Újoncok tesztje   | 17 Szabadedzés (törölve) | 18 Szabadedzés        | 19 Szabadedzés            | 20 Szabadedzés (Fast Friday) | 21 Időmérő                         |
| 22 Időmérő – pole day | 23 Szabadedzés       | 24                       | 25                    | 26 Indy Lights időmérő    | 27 Carb Day, Freedom 100     | 28 Legends Day Parádé              |
| 29 Indianapolis 500   | 30 Memorial Day      | 31                       |                       |                           |                              |                                    |

| Szín     | Megjegyzés                    |
| -------- | ----------------------------- |
| Zöld     | Szabadedzés                   |
| Sötétkék | Időmérő                       |
| Ezüst    | Versenynap                    |
| Piros    | Eső miatt törölve/lerövidítve |
| Üres     | Nincs program                 |

| Szín     | Megjegyzés                    |
| -------- | ----------------------------- |
| Zöld     | Szabadedzés                   |
| Sötétkék | Időmérő                       |
| Ezüst    | Versenynap                    |
| Piros    | Eső miatt törölve/lerövidítve |
| Üres     | Nincs program                 |

## Az időmérő edzést megelőző tesztek

### A gyártók tesztje (április 5)
Április ötödikén négy Chevrolet-t és egy Hondát használó csapat hajtott végre privát tesztet a pályán. A csapatok egy az autó aljára erősített titán lemezt teszteltek, amelytől azt várják a későbbiekben, hogy csökkenti az esélyét annak, hogy egy balesetet szenvedő autó a levegőbe emelkedjen. A Honda Fontanában már tesztelte ezt az elemet korábban, így ezen az eseményen csak egy autóval (Marco Andretti) képviseltette magát.
Andretti mellett részt vett még a teszten Sébastien Bourdais, Ed Carpenter, Hélio Castroneves, Scott Dixon és Juan Pablo Montoya is. A teszt bármiféle probléma nélkül lezajlott.

### Biztonsági teszt (április 6)
Április hatodikán immár nyílt tesztre került sor, amely során a csapatok a régi, valamint az új aero kiteket is tesztelhették. Ezt a tesztet Andretti nyerte 223 mérföld feletti átlagsebességgel, a legjobb Chevrolet-s Simon Pagenaud lett 221 mérföldes átlagsebességgel. A gyakorláson összesen tizenöt autó vett részt.
Az időjárási körülmények nem voltak túl kedvezőek, ugyanis hűvös, szeles időben került sor a tesztre, sőt, egy alkalommal az eső is eleredt, ami miatt két órára fel kellett függeszteni a tervezett programot.
Egy héttel később az IndyCar elöljárói kötelezővé tették a titán padlólemez használatát, valamint több egyéb szabályváltoztatást is eszközöltek az aero kitekkel kapcsolatban.
| Leggyorsabb versenyzők | Leggyorsabb versenyzők | Leggyorsabb versenyzők | Leggyorsabb versenyzők | Leggyorsabb versenyzők | Leggyorsabb versenyzők     |
| Poz.                   | #                      | Versenyző              | Csapat                 | Motor                  | Legnagyobb sebesség (mf/ó) |
| ---------------------- | ---------------------- | ---------------------- | ---------------------- | ---------------------- | -------------------------- |
| 1                      | 27                     | Marco Andretti         | Andretti Autosport     | Honda                  | 223,427                    |
| 2                      | 28                     | Ryan Hunter-Reay       | Andretti Autosport     | Honda                  | 222,047                    |
| 3                      | 22                     | Simon Pagenaud         | Team Penske            | Chevrolet              | 221,293                    |
| Hivatalos összefoglaló |                        |                        |                        |                        |                            |

### Újonc- és felfrissítő teszt (május 16)

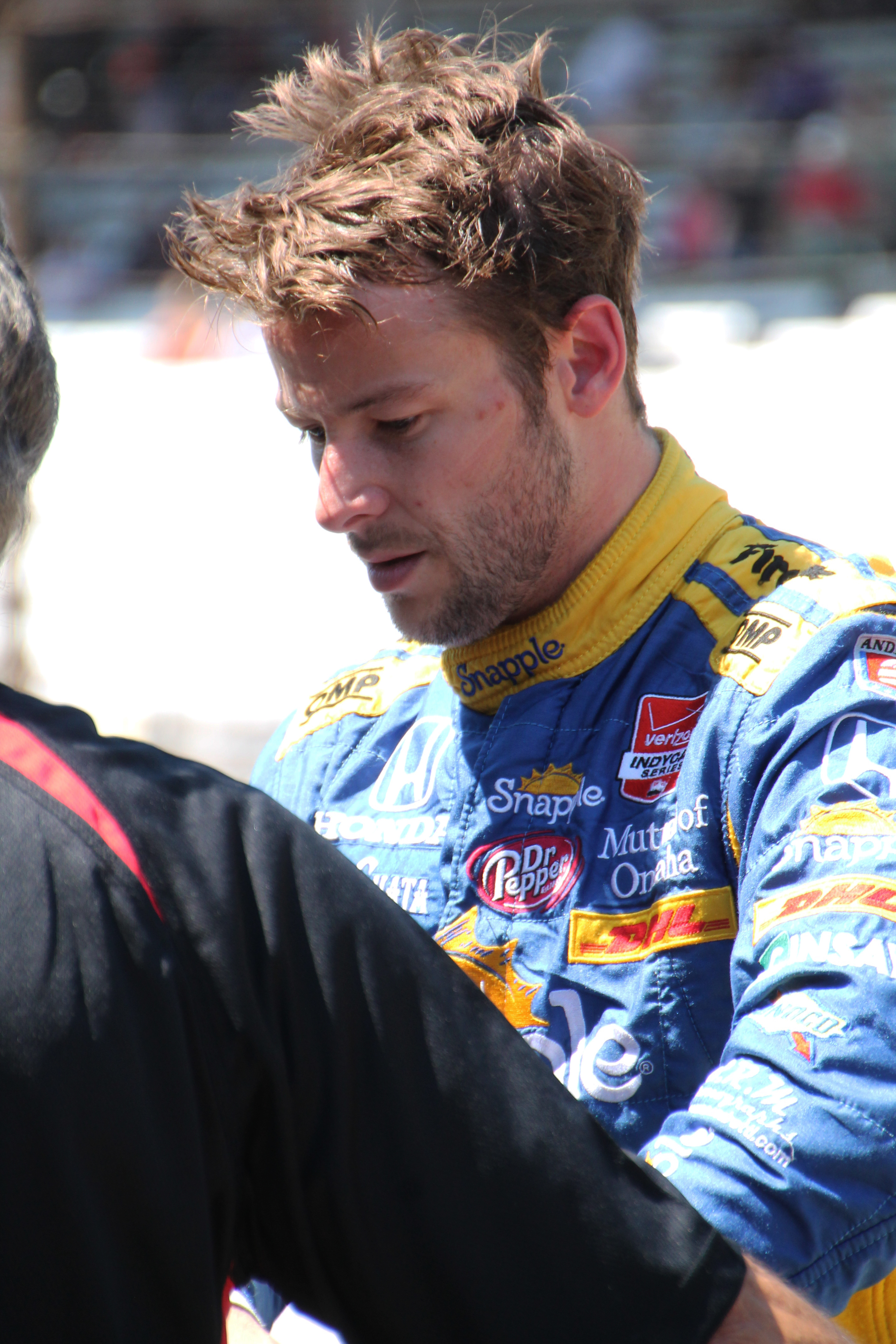
Marco Andretti

Az újoncok számára előírt teszt egy negyvenkörös etap, amely során több feladatot kell teljesíteniük a versenyzőknek. Az első tíz körben minimum 210 mérföld/órás átlagsebességet kellett produkálniuk, ezt követte újabb tizenöt kör, immár legalább 215 mérföld/órás tempóval, az utolsó tizenöt körben pedig ugyanez a szám már 220 volt.
Ennek során Alexander Rossi, Max Chilton és Spencer Pigot mindhárom fázist teljesítette, Matthew Brabham, valamint Stefan Wilson viszont csak az első kettőt, azonban bármelyik szabadedzés során lehetőségük nyílt ennek teljesítésére. Wilson és Pigot a nap későbbi szakaszában ugyancsak teljesítette a harmadik fázist is. A nap folyamán mind a harminchárom autó teljesített legalább formációs köröket, összesen pedig 1474 körnél állt meg a számláló minden pilótát figyelembe véve.
A nap leggyorsabbjai az Andretti Autosport versenyzői voltak, akik kisajátították az első pozíciókat. A nap legjobb köridejét Marco Andretti futotta, valamint szintén az Andretti Autosport egy versenyzőjéhez, Townsend Bellhez fűződik a leggyorsabb, nem szélárnyékban futott kör is.
| Leggyorsabb versenyzők  | Leggyorsabb versenyzők | Leggyorsabb versenyzők | Leggyorsabb versenyzők | Leggyorsabb versenyzők | Leggyorsabb versenyzők     |
| Poz.                    | #                      | Versenyző              | Csapat                 | Motor                  | Legnagyobb sebesség (mf/ó) |
| ----------------------- | ---------------------- | ---------------------- | ---------------------- | ---------------------- | -------------------------- |
| 1                       | 27                     | Marco Andretti         | Andretti Autosport     | Honda                  | 228,978                    |
| 2                       | 26                     | Carlos Muñoz           | Andretti Autosport     | Honda                  | 228,945                    |
| 3                       | 28                     | Ryan Hunter-Reay       | Andretti Autosport     | Honda                  | 228,003                    |
| Hivatalos eredménylista |                        |                        |                        |                        |                            |

### Május 17.
A 2011-es verseny óta először ezt a napot teljes egészében elmosta az eső. A szervezők helyi idő szerint délután háromnegyed háromkor döntöttek úgy, hogy ezen a napon már semmilyen program nem lesz a pályán.

### Május 18.

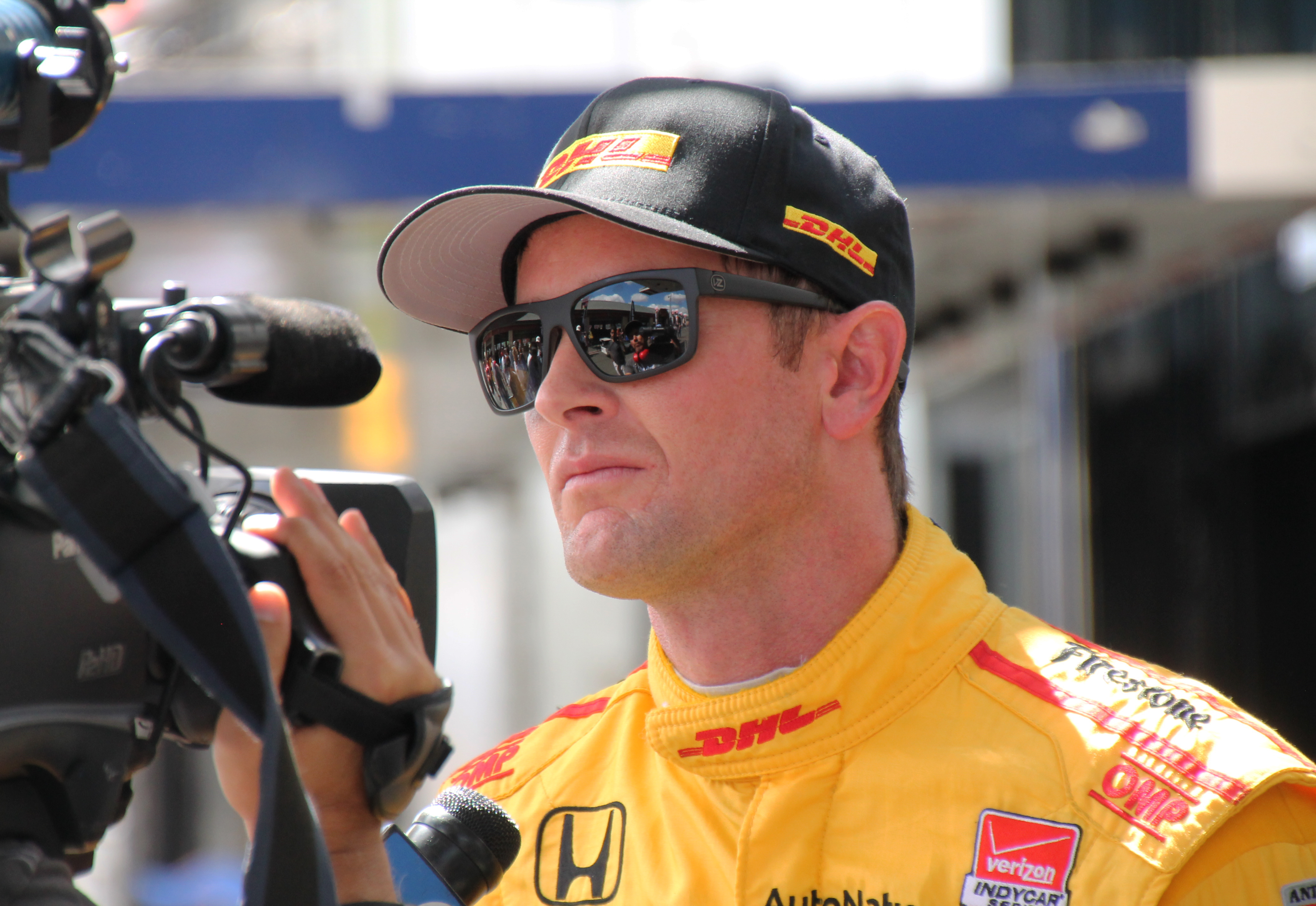
A nap leggyorsabbja, Ryan Hunter-Reay

Ezen a napon történt meg a gyakorlások első komoly balesete, amikor Spencer Pigot a falhoz csapta autóját. Az első kanyarban Pigot félig megforgott, majd autója bal oldalával a külső falnak ütközött. Pigot sértetlenül szállt ki az autóból, azonban autója csúnyán összetört. Ezen kívül csak műszaki hibák hátráltattak versenyzőket, előbb Matthew Brabham, majd Mihail Aljosin autója állt meg a hármas kanyarban, az orosz pilótáé füstölni is kezdett.
Ami a legjobb köridőket illeti, tovább folytatódott az Andretti Autosport egyeduralkodása az edzéseken, ugyanis ezen a napon is két Andrettis, Ryan Hunter-Reay és Carlos Muñoz futotta a legjobb időket. A szélárnyékozás nélküli leggyorsabb ezúttal Josef Newgarden lett 224 mérföld fölötti átlagsebességgel.
| Leggyorsabb versenyzők  | Leggyorsabb versenyzők | Leggyorsabb versenyzők | Leggyorsabb versenyzők | Leggyorsabb versenyzők | Leggyorsabb versenyzők     |
| Poz.                    | #                      | Versenyző              | Csapat                 | Motor                  | Legnagyobb sebesség (mf/ó) |
| ----------------------- | ---------------------- | ---------------------- | ---------------------- | ---------------------- | -------------------------- |
| 1                       | 28                     | Ryan Hunter-Reay       | Andretti Autosport     | Honda                  | 228,202                    |
| 2                       | 26                     | Carlos Muñoz           | Andretti Autosport     | Honda                  | 228,066                    |
| 3                       | 12                     | Will Power             | Team Penske            | Chevrolet              | 227,733                    |
| Hivatalos eredménylista |                        |                        |                        |                        |                            |

### Május 19.

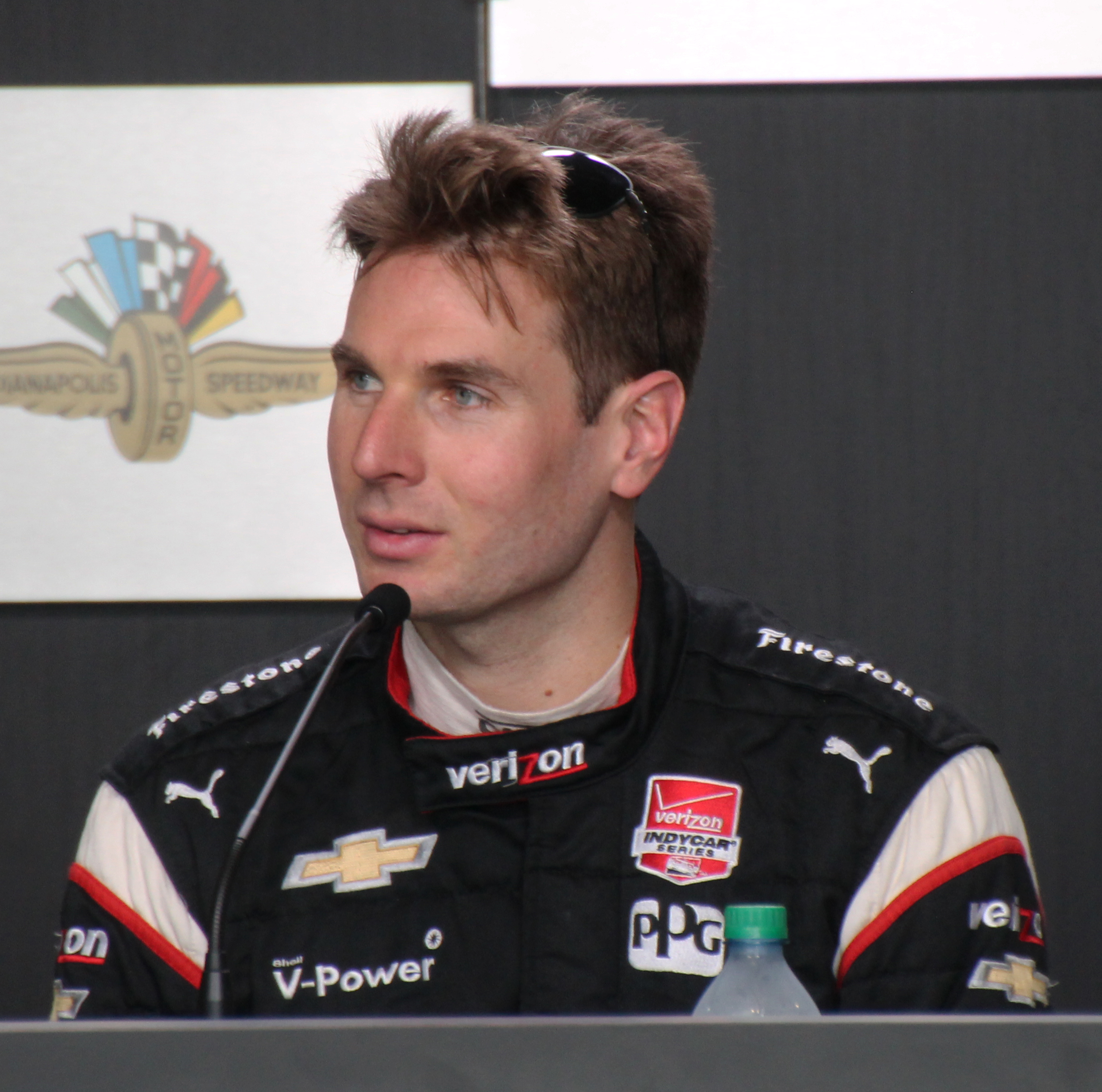
Will Power, aki a leggyorsabb szélárnyékozás nélküli kört futotta ezen a napon

Ezen a napon a harminchárom fős mezőny mindegyik tagja pályára gurult, hogy megtegyen összesen 2 563 kört. Baleset nem történt, ellenben az előző naphoz hasonlóan ezúttal is műszaki hiba nehezítette több versenyző dolgát, ilyen volt Juan Pablo Montoya és az előző nap leggyorsabbja, Hunter-Reay. Ez volt az első olyan gyakorlás, amikor nem az Andretti Autosport egy versenyzője, hanem a Dale Coyne Racinges Gabby Chaves volt a leggyorsabb. Az egy nappal korábban balesetet szenvedő Pigot is a pályára tudott gurulni, ő azonban csak egy formációs kört tett meg, a nap legvégén.
| Leggyorsabb versenyzők  | Leggyorsabb versenyzők | Leggyorsabb versenyzők | Leggyorsabb versenyzők | Leggyorsabb versenyzők | Leggyorsabb versenyzők     |
| Poz.                    | #                      | Versenyző              | Csapat                 | Motor                  | Legnagyobb sebesség (mf/ó) |
| ----------------------- | ---------------------- | ---------------------- | ---------------------- | ---------------------- | -------------------------- |
| 1                       | 19                     | Gabby Chaves           | Dale Coyne Racing      | Honda                  | 227,961                    |
| 2                       | 29                     | Townsend Bell          | Andretti Autosport     | Honda                  | 227,593                    |
| 3                       | 26                     | Carlos Muñoz           | Andretti Autosport     | Honda                  | 227,589                    |
| Hivatalos eredménylista |                        |                        |                        |                        |                            |

### Május 20., Fast Friday

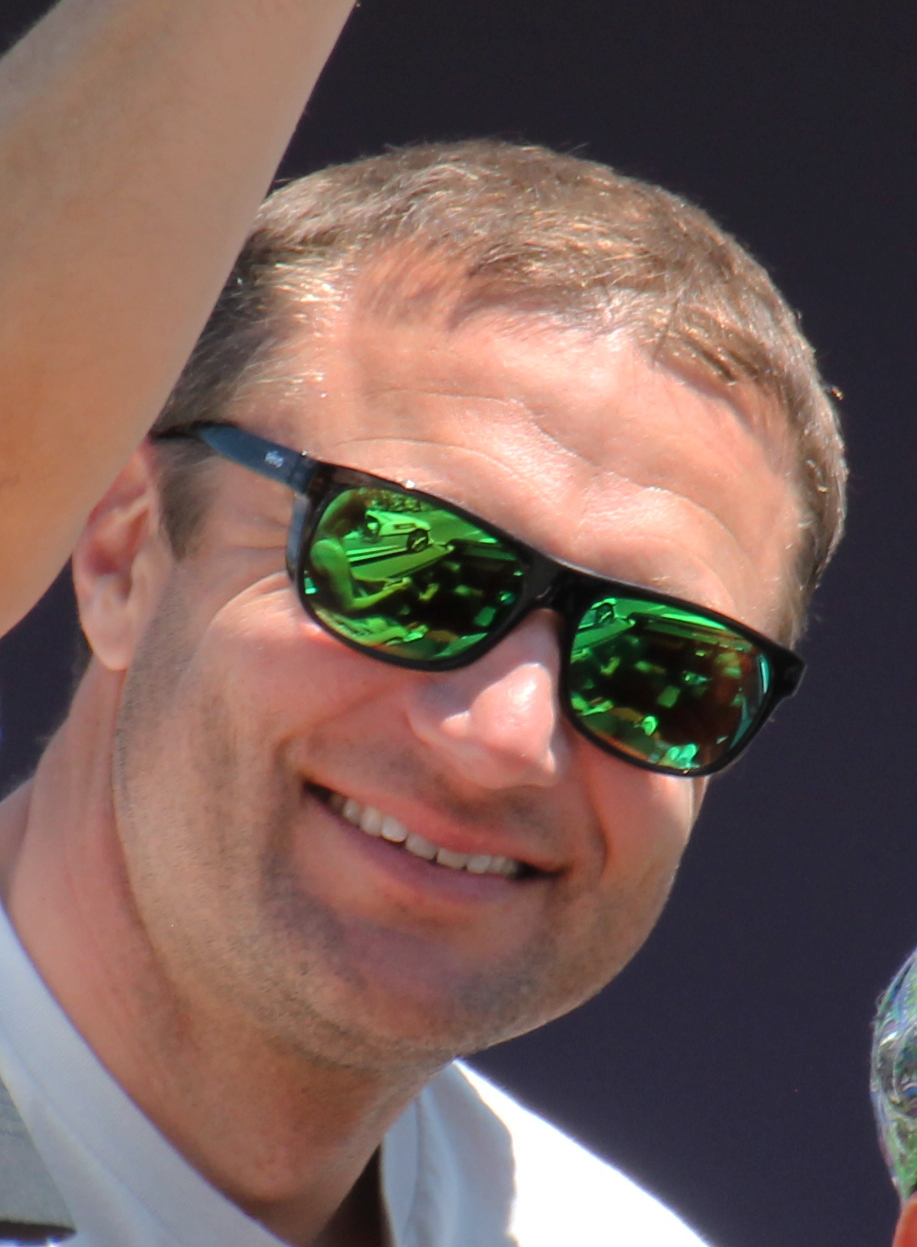
Townsend Bell, a Fast Friday leggyorsabb, szélárnyékozás nélkül futott körének birtokosa

A Fast Fridayre, vagyis az időmérő előtti utolsó edzésre a turbó maximális teljesítményét 130-ról 140 kilopaszkálra emelték. A nap során Marco Andretti volt az első versenyző, aki át tudta törni a 230 mérföldes határt az átlagsebességben. A nap leggyorsabbja Will Power lett, valamint volt neki egy szélárnyékozás nélküli köre is, amit 230 mérföld feletti átlagsebességgel teljesített. Utóbbi összevetésben egyébként Townsend Bell volt a leggyorsabb. A nap végére tizennégyen voltak képesek 230 mérföld feletti átlagsebességre.
| Leggyorsabb versenyzők  | Leggyorsabb versenyzők | Leggyorsabb versenyzők | Leggyorsabb versenyzők       | Leggyorsabb versenyzők | Leggyorsabb versenyzők     |
| Rajtszám                | #                      | Versenyző              | Csapat                       | Motor                  | Legnagyobb sebesség (mf/ó) |
| ----------------------- | ---------------------- | ---------------------- | ---------------------------- | ---------------------- | -------------------------- |
| 1                       | 12                     | Will Power             | Team Penske                  | Chevrolet              | 232,672                    |
| 2                       | 21                     | Josef Newgarden        | Ed Carpenter Racing          | Chevrolet              | 232,344                    |
| 3                       | 5                      | James Hinchcliffe      | Schmidt Peterson Motorsports | Honda                  | 231,972                    |
| Hivatalos eredménylista |                        |                        |                              |                        |                            |

## Időmérő

### Első nap (május 21.)
Eső miatt az egész napi program később, helyi idő szerint délután fél egykor tudott csak elkezdődni. Mindössze hat perccel a nap megkezdése után Max Chilton megpördült, és falnak csapta az autóját. Chilton végül nem sérült meg. Az időmérő előtti gyakorlás leggyorsabb idejét Alexander Rossi futotta 231 mérföld feletti átlagsebességgel. Az időmérőnek az eredetileg tervezettnél később, este hétkor vetettek csak véget, hogy a nap eleji csúszást behozzák. Az első nap dőlt el az, hogy ki az a kilenc versenyző, akik a pole-pozícióért küzdhetnek (Fast Nine), valamint kik a további pilóták, akik a 10-33. pozíciókat döntik majd el.
Maga az időmérő negyed háromkor vette kezdetét, és a pilótáknak négy mért kört kellett megtennie, ennek átlagsebessége alapján rangsoroltak mindenkit. Az első mért kört Tony Kanaan futotta. Sokáig Josef Newgarden állt az élen, az ő 230,229 mérföld/órás átlagsebességénél először Townsend Bell tudott gyorsabb lenni (230,452).
Fél öt előtt néhány perccel Pippa Mann törte össze autóját egy megpördülés után. A balesetet követő órában a pályán a mentésen kívül gyakorlatilag semmilyen mozgás nem történt, az első, aki visszatért a pályára, Mihail Aljosin volt, és az orosz javítani is tudott. Az utolsó órában sokáig Hélio Castroneves állt az élen, őt később James Hinchcliffe tudta megelőzni. Az utolsó percekben Marco Andretti próbálkozott bejutni a legjobb kilenc közé, és rövid időre ki is ütötte onnan csapattársát, Ryan Hunter-Reayt. Hunter-Reay később javítani tudott, és egészen a tabella második helyéig kúszott fel. Aljosinnak is sikerült tovább javítania, így, igaz, már a kockás zászló meglengetése után, de be tudott jutni a legjobb kilenc közé. A másnapi Fast Nine mindegyik résztvevője (valamint a tizedik Rossi és a tizenegyedik Andretti) 230 mérföld/óránál nagyobb átlagsebességet tudott produkálni.

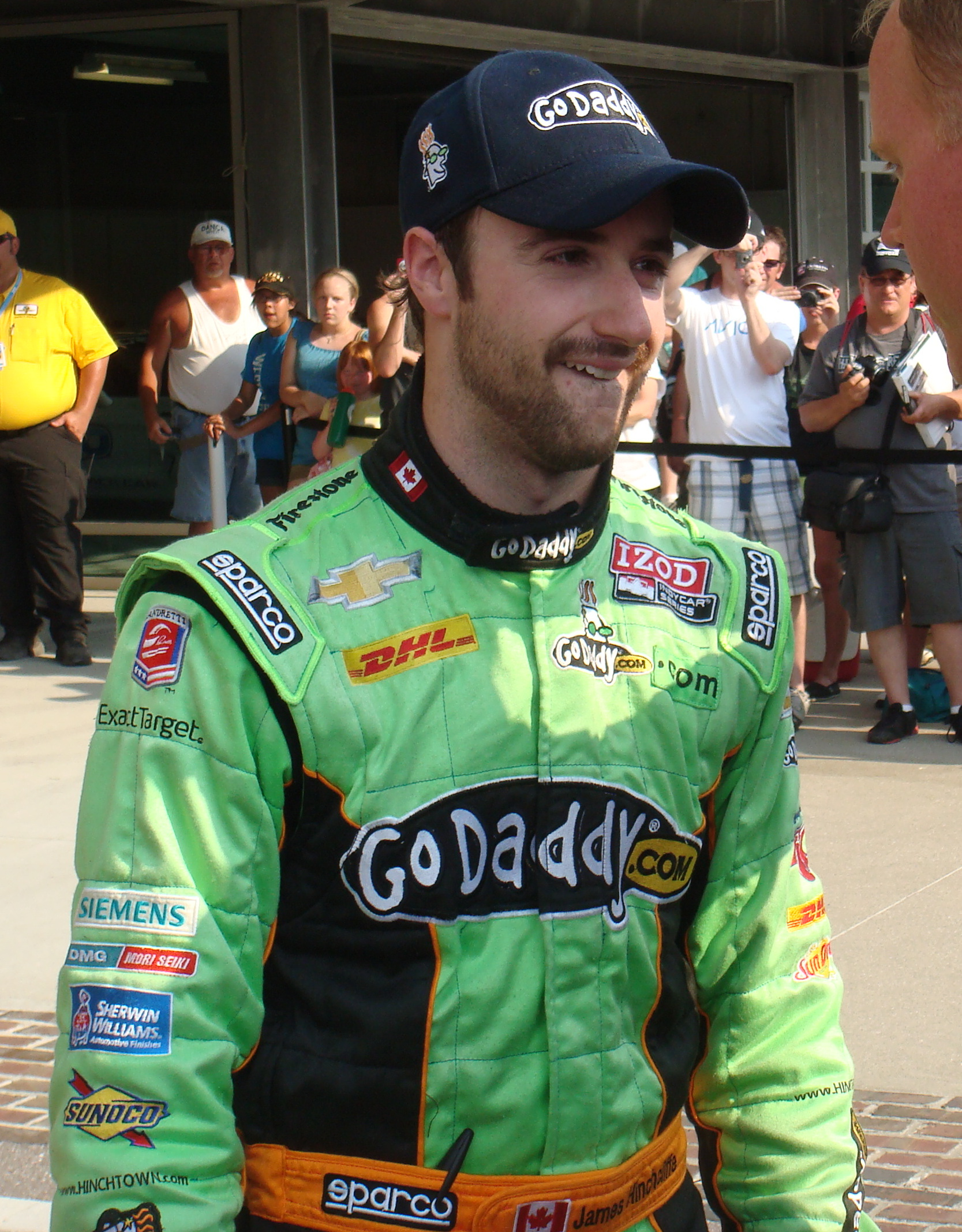
James Hinchcliffe, aki a szombati és a vasárnapi időmérőt is meg tudta nyerni. Vasárnapi teljesítménye a Fast Nine-ban pole-pozíciót ért számára, alig egy évvel azután, hogy ugyanitt kis híján halálos balesetet szenvedett.

| 2016. május 21., szombat        | 2016. május 21., szombat | 2016. május 21., szombat | 2016. május 21., szombat       | 2016. május 21., szombat | 2016. május 21., szombat |
| Fast Nine                       | Fast Nine                | Fast Nine                | Fast Nine                      | Fast Nine                | Fast Nine                |
| Poz.                            | #                        | Versenyző                | Csapat                         | Motor                    | Sebesség                 |
| ------------------------------- | ------------------------ | ------------------------ | ------------------------------ | ------------------------ | ------------------------ |
| 1                               | 5                        | James Hinchcliffe        | Schmidt Peterson Motorsports   | Honda                    | 230,946                  |
| 2                               | 28                       | Ryan Hunter-Reay         | Andretti Autosport             | Honda                    | 230,805                  |
| 3                               | 12                       | Will Power               | Team Penske                    | Chevrolet                | 230,736                  |
| 4                               | 3                        | Hélio Castroneves        | Team Penske                    | Chevrolet                | 230,500                  |
| 5                               | 29                       | Townsend Bell            | Andretti Autosport             | Honda                    | 230,452                  |
| 6                               | 21                       | Josef Newgarden          | Ed Carpenter Racing            | Chevrolet                | 230,229                  |
| 7                               | 7                        | Mihail Aljosin           | Schmidt Peterson Motorsports   | Honda                    | 230,209                  |
| 8                               | 26                       | Carlos Muñoz             | Andretti Autosport             | Honda                    | 230,173                  |
| 9                               | 22                       | Simon Pagenaud           | Team Penske                    | Chevrolet                | 230,102                  |
| Versenyzők a 10-33. pozíciókban |                          |                          |                                |                          |                          |
| 10                              | 98                       | Alexander Rossi (Ú)      | Andretti Herta Autosport       | Honda                    | 230,048                  |
| 11                              | 27                       | Marco Andretti           | Andretti Autosport             | Honda                    | 230,037                  |
| 12                              | 2                        | Juan Pablo Montoya       | Team Penske                    | Chevrolet                | 229,745                  |
| 13                              | 9                        | Scott Dixon              | Chip Ganassi Racing            | Chevrolet                | 229,497                  |
| 14                              | 20                       | Ed Carpenter             | Ed Carpenter Racing            | Chevrolet                | 229,429                  |
| 15                              | 6                        | J. R. Hildebrand         | Ed Carpenter Racing            | Chevrolet                | 229,075                  |
| 16                              | 14                       | Szató Takuma             | A. J. Foyt Enterprises         | Honda                    | 228,096                  |
| 17                              | 18                       | Conor Daly               | Dale Coyne Racing              | Honda                    | 227,862                  |
| 18                              | 24                       | Sage Karam               | Dreyer & Reinbold Racing       | Chevrolet                | 227,821                  |
| 19                              | 10                       | Tony Kanaan              | Chip Ganassi Racing            | Chevrolet                | 227,679                  |
| 20                              | 11                       | Sébastien Bourdais       | KVSH Racing                    | Chevrolet                | 227,442                  |
| 21                              | 15                       | Graham Rahal             | Rahal Letterman Lanigan Racing | Honda                    | 227,437                  |
| 22                              | 88                       | Bryan Clauson            | Jonathan Byrd's Racing         | Honda                    | 227,110                  |
| 23                              | 16                       | Spencer Pigot (Ú)        | Rahal Letterman Lanigan Racing | Honda                    | 227,100                  |
| 24                              | 77                       | Oriol Servià             | Schmidt Peterson Motorsports   | Honda                    | 226,893                  |
| 25                              | 42                       | Charlie Kimball          | Chip Ganassi Racing            | Chevrolet                | 226,549                  |
| 26                              | 61                       | Matthew Brabham (Ú)      | PIRTEK Team Murray             | Chevrolet                | 226,390                  |
| 27                              | 25                       | Stefan Wilson (Ú)        | KVSH Racing                    | Chevrolet                | 225,560                  |
| 28                              | 41                       | Jack Hawksworth          | A. J. Foyt Enterprises         | Honda                    | 225,388                  |
| 29                              | 35                       | Alex Tagliani            | A. J. Foyt Enterprises         | Honda                    | 224,507                  |
| 30                              | 4                        | Buddy Lazier             | Lazier Burns Racing            | Chevrolet                | 224,341                  |
| 31                              | 8                        | Max Chilton (Ú)          | Chip Ganassi Racing            | Chevrolet                | Idő nélkül               |
| 32                              | 19                       | Gabby Chaves             | Dale Coyne Racing              | Honda                    | Idő nélkül               |
| 33                              | 63                       | Pippa Mann               | Dale Coyne Racing              | Honda                    | Baleset                  |
| Hivatalos eredménylista         |                          |                          |                                |                          |                          |

### Második nap (május 22.)
Az időmérő második napján melegebb idő fogadta a versenyzőket. A napot a mezőny második fele, vagyis az első nap a magukat tizediktől rosszabb helyre kvalifikálók kezdték meg. A legszerencsétlenebbül Alex Tagliani járt, aki mivel összetörte autóját, és így nem tudott mért köröket futni, csak az utolsó pozícióba tudta kvalifikálni magát. Később Juan Pablo Montoyát egy az autójába akadó nejlonzacskó nehezítette, ami miatt jócskán lelassult. A kolumbiai a közjáték miatt kapott még egy lehetőséget arra, hogy egy értékelhető időt produkáljon. A legjobb ebben a csoportban a veterán Oriol Servià lett.
| 2016. május 22., vasárnap      | 2016. május 22., vasárnap      | 2016. május 22., vasárnap      | 2016. május 22., vasárnap      | 2016. május 22., vasárnap      | 2016. május 22., vasárnap      |
| A 10-33. rajthelyek birtokosai | A 10-33. rajthelyek birtokosai | A 10-33. rajthelyek birtokosai | A 10-33. rajthelyek birtokosai | A 10-33. rajthelyek birtokosai | A 10-33. rajthelyek birtokosai |
| Poz.                           | #                              | Versenyző                      | Csapat                         | Motor                          | Sebesség                       |
| ------------------------------ | ------------------------------ | ------------------------------ | ------------------------------ | ------------------------------ | ------------------------------ |
| 10                             | 77                             | Oriol Servià                   | Schmidt Peterson Motorsports   | Honda                          | 229,060                        |
| 11                             | 98                             | Alexander Rossi (Ú)            | Andretti Herta Autosport       | Honda                          | 228,473                        |
| 12                             | 14                             | Szató Takuma                   | A. J. Foyt Enterprises         | Honda                          | 228,029                        |
| 13                             | 9                              | Scott Dixon                    | Chip Ganassi Racing            | Chevrolet                      | 227,991                        |
| 14                             | 27                             | Marco Andretti                 | Andretti Autosport             | Honda                          | 227,969                        |
| 15                             | 6                              | J. R. Hildebrand               | Ed Carpenter Racing            | Chevrolet                      | 227,876                        |
| 16                             | 42                             | Charlie Kimball                | Chip Ganassi Racing            | Chevrolet                      | 227,822                        |
| 17                             | 2                              | Juan Pablo Montoya             | Team Penske                    | Chevrolet                      | 227,684                        |
| 18                             | 10                             | Tony Kanaan                    | Chip Ganassi Racing            | Chevrolet                      | 227,430                        |
| 19                             | 11                             | Sébastien Bourdais             | KVSH Racing                    | Chevrolet                      | 227,428                        |
| 20                             | 20                             | Ed Carpenter                   | Ed Carpenter Racing            | Chevrolet                      | 227,226                        |
| 21                             | 19                             | Gabby Chaves                   | Dale Coyne Racing              | Honda                          | 227,192                        |
| 22                             | 8                              | Max Chilton (Ú)                | Chip Ganassi Racing            | Chevrolet                      | 226,686                        |
| 23                             | 24                             | Sage Karam                     | Dreyer & Reinbold Racing       | Chevrolet                      | 226,436                        |
| 24                             | 18                             | Conor Daly                     | Dale Coyne Racing              | Honda                          | 226,312                        |
| 25                             | 63                             | Pippa Mann                     | Dale Coyne Racing              | Honda                          | 226,006                        |
| 26                             | 15                             | Graham Rahal                   | Rahal Letterman Lanigan Racing | Honda                          | 225,847                        |
| 27                             | 61                             | Matthew Brabham (Ú)            | PIRTEK Team Murray             | Chevrolet                      | 225,727                        |
| 28                             | 88                             | Bryan Clauson                  | Jonathan Byrd's Racing         | Honda                          | 225,266                        |
| 29                             | 16                             | Spencer Pigot (Ú)              | Rahal Letterman Lanigan Racing | Honda                          | 224,847                        |
| 30                             | 25                             | Stefan Wilson (Ú)              | KVSH Racing                    | Chevrolet                      | 224,602                        |
| 31                             | 41                             | Jack Hawksworth                | A. J. Foyt Enterprises         | Honda                          | 224,596                        |
| 32                             | 4                              | Buddy Lazier                   | Lazier Burns Racing            | Chevrolet                      | 222,154                        |
| 33                             | 35                             | Alex Tagliani                  | A. J. Foyt Enterprises         | Honda                          | Ütközés                        |

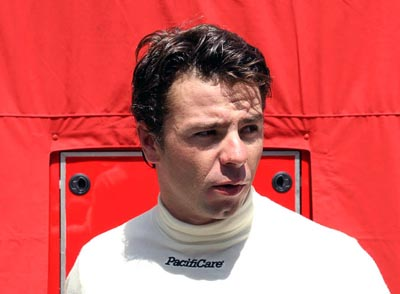
Oriol Servià, a második csoport legjobbja

Nem sokkal a második csoport után kezdődött az első nap legjobb kilenc versenyzőjének küzdelme, vagyis a Fast Nine, amely során ez a kilenc pilóta a pole-pozíció kérdését dönthette el egymás között. A szakasz leggyorsabb versenyzője sokáig Josef Newgarden volt 230,700 mérfölddel, azonban James Hinchcliffe végül ezt a napot is meg tudta nyerni, ez azonban már pole-pozíciót is jelentett számára. Hinchcliffe mindössze egy évvel azután tudta megnyerni az időmérőt, hogy 2015-ben kis híján halálos balesetet szenvedett az akkori Indy 500 egyik edzésén.
Hinchcliffe a verseny történetének mindössze második kanadai pole-pozíciósa Alex Tagliani 2011-es elsősége után. Tagliani egyébként akkor szintén a Schmidt Peterson Motorsports versenyzője volt, és Hinchcliffe előtt ő szerezte a csapat utolsó edzéselsőségét.
| Fast Nine               | Fast Nine | Fast Nine         | Fast Nine                    | Fast Nine | Fast Nine |
| Poz.                    | #         | Versenyző         | Csapat                       | Motor     | Sebesség  |
| ----------------------- | --------- | ----------------- | ---------------------------- | --------- | --------- |
| 1                       | 5         | James Hinchcliffe | Schmidt Peterson Motorsports | Honda     | 230,760   |
| 2                       | 21        | Josef Newgarden   | Ed Carpenter Racing          | Chevrolet | 230,700   |
| 3                       | 28        | Ryan Hunter-Reay  | Andretti Autosport           | Honda     | 230,648   |
| 4                       | 29        | Townsend Bell     | Andretti Autosport           | Honda     | 230,481   |
| 5                       | 26        | Carlos Muñoz      | Andretti Autosport           | Honda     | 230,287   |
| 6                       | 12        | Will Power        | Team Penske                  | Chevrolet | 229,669   |
| 7                       | 7         | Mihail Aljosin    | Schmidt Peterson Motorsports | Honda     | 229,562   |
| 8                       | 22        | Simon Pagenaud    | Team Penske                  | Chevrolet | 229,139   |
| 9                       | 3         | Hélio Castroneves | Team Penske                  | Chevrolet | 229.115   |
| Hivatalos eredménylista |           |                   |                              |           |           |

## Gyakorlások az időmérő edzés után

### Május 23.

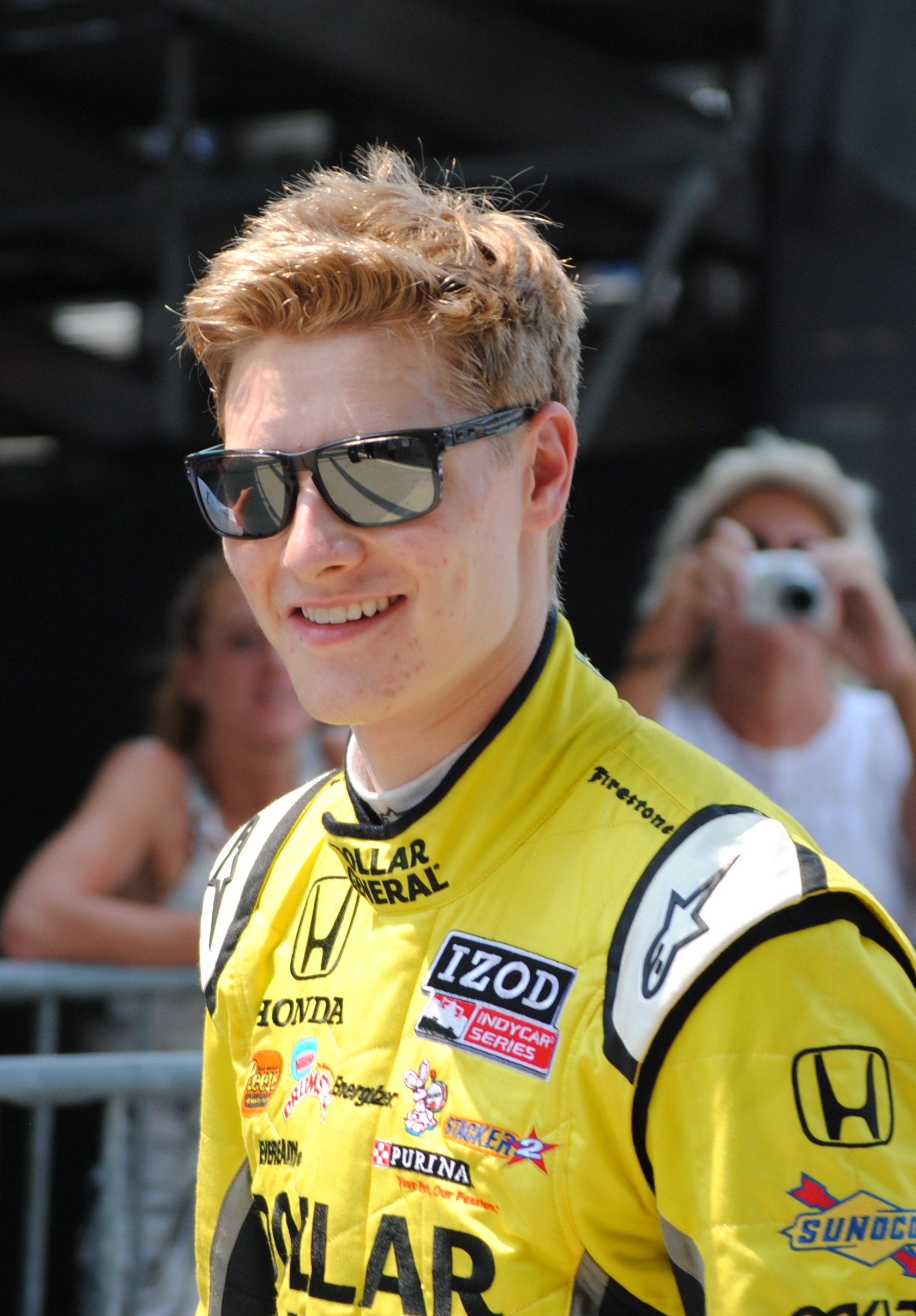
Josef Newgarden

Az időmérő edzés után is sor került szabadedzésekre, elsőként május huszonharmadikán. Az IndyCar programja csak délután négykor kezdődött, előtte az Indy Lights versenyzői gyakoroltak a pályán. Az immár versenybeállításokkal közlekedő versenyzők leginkább a futammal kapcsolatos szimulációkat csináltak. Az egyetlen műszaki hiba Jack Hawksworth autójával adódott, kisebb tűz csapott fel Hondájából. A rövid program ellenére ezen a napon tették meg a pilóták a legtöbb kört, összesen 2886-ot. Az első három helyen egyaránt Chevrolet-motoros autó végzett.
| Leggyorsabb versenyzők  | Leggyorsabb versenyzők | Leggyorsabb versenyzők | Leggyorsabb versenyzők | Leggyorsabb versenyzők | Leggyorsabb versenyzők     |
| Poz.                    | #                      | Versenyző              | Csapat                 | Motor                  | Legnagyobb sebesség (mf/ó) |
| ----------------------- | ---------------------- | ---------------------- | ---------------------- | ---------------------- | -------------------------- |
| 1                       | 21                     | Josef Newgarden        | Ed Carpenter Racing    | Chevrolet              | 227,414                    |
| 2                       | 10                     | Tony Kanaan            | Chip Ganassi Racing    | Chevrolet              | 226,393                    |
| 3                       | 9                      | Scott Dixon            | Chip Ganassi Racing    | Chevrolet              | 226,339                    |
| Hivatalos eredménylista |                        |                        |                        |                        |                            |

### Carb Day (május 27.)
A verseny előtt tradicionálisan utoljára megrendezett gyakorlás a Carb Day, amelyre május huszonhetedikén került sor. A hetvenperces gyakorlás az addigi legjobb időjárási körülményeket biztosította a versenyzőknek. A hetven perc során egyetlen baleset történt, amikor Pippa Mann vette érintőre a falat a négyes kanyar szélén. A nap legjobb átlagsebességét Tony Kanaan produkálta.
| Leggyorsabb versenyzők  | Leggyorsabb versenyzők | Leggyorsabb versenyzők | Leggyorsabb versenyzők | Leggyorsabb versenyzők | Leggyorsabb versenyzők     |
| Poz.                    | #                      | Versenyző              | Csapat                 | Motor                  | Legnagyobb sebesség (mf/ó) |
| ----------------------- | ---------------------- | ---------------------- | ---------------------- | ---------------------- | -------------------------- |
| 1                       | 10                     | Tony Kanaan            | Chip Ganassi Racing    | Chevrolet              | 226,280                    |
| 2                       | 26                     | Carlos Muñoz           | Andretti Autosport     | Honda                  | 224,772                    |
| 3                       | 9                      | Scott Dixon            | Chip Ganassi Racing    | Chevrolet              | 224,606                    |
| Hivatalos eredménylista |                        |                        |                        |                        |                            |

### Pit Stop Challenge
Szintén a Carb Day keretein belül került sor a Pit Stop Challenge-re, amelyben nyolc versenyző, egyenes kieséses rendszerben azt döntötte el, kinek a csapata végzi el a leggyorsabb kerékcserét és tankolást egy boxkiállás során. Ezt végül Hélio Castroneves és szerelői nyerték.
|  | Negyeddöntők       | Negyeddöntők |                   |                   | Elődöntők | Elődöntők |  |  | Döntő | Döntő |  |
|  |                    |              |                   |                   |           |           |  |  |       |       |  |
|  | James Hinchcliffe  | 13,988       |                   |                   |           |           |  |  |       |       |  |
|  | James Hinchcliffe  | 13,988       |                   |                   |           |           |  |  |       |       |  |
|  | Ryan Hunter-Reay   | 12,977       |                   |                   |           |           |  |  |       |       |  |
|  | Ryan Hunter-Reay   | 12,977       |                   | Ryan Hunter-Reay  | 12,989    |           |  |  |       |       |  |
|  |                    |              |                   | Ryan Hunter-Reay  | 12,989    |           |  |  |       |       |  |
|  |                    |              | Hélio Castroneves | 12,610            |           |           |  |  |       |       |  |
|  | Hélio Castroneves  | 12,332       | Hélio Castroneves | 12,610            |           |           |  |  |       |       |  |
|  | Hélio Castroneves  | 12,332       |                   |                   |           |           |  |  |       |       |  |
|  | Graham Rahal       | 12,769       |                   |                   |           |           |  |  |       |       |  |
|  | Graham Rahal       | 12,769       |                   | Hélio Castroneves | 12,235    |           |  |  |       |       |  |
|  |                    |              |                   |                   |           |           |  |  |       |       |  |
|  |                    |              | Mihail Aljosin    | 19,381            |           |           |  |  |       |       |  |
|  | Juan Pablo Montoya | 21,648       | Mihail Aljosin    | 19,381            |           |           |  |  |       |       |  |
|  | Juan Pablo Montoya | 21,648       |                   |                   |           |           |  |  |       |       |  |
|  | Carlos Muñoz       | 16,998       |                   |                   |           |           |  |  |       |       |  |
|  | Carlos Muñoz       | 16,998       |                   | Carlos Muñoz      | 13,499    |           |  |  |       |       |  |
|  |                    |              |                   | Carlos Muñoz      | 13,499    |           |  |  |       |       |  |
|  |                    |              | Mihail Aljosin    | 12,833            |           |           |  |  |       |       |  |
|  | Scott Dixon        | 12,970       | Mihail Aljosin    | 12,833            |           |           |  |  |       |       |  |
|  | Scott Dixon        | 12,970       |                   |                   |           |           |  |  |       |       |  |
|  | Mihail Aljosin     | 12,833       |                   |                   |           |           |  |  |       |       |  |

## Rajtrács
(Ú) = Újonc; (Gy) = Korábbi győztes
| Sor | Belül | Belül              | Középen | Középen                 | Kívül | Kívül                  |
| --- | ----- | ------------------ | ------- | ----------------------- | ----- | ---------------------- |
| 1   | 5     | James Hinchcliffe  | 21      | Josef Newgarden         | 28    | Ryan Hunter-Reay (Gy)  |
| 2   | 29    | Townsend Bell      | 26      | Carlos Muñoz            | 12    | Will Power             |
| 3   | 7     | Mihail Aljosin     | 22      | Simon Pagenaud          | 3     | Hélio Castroneves (Gy) |
| 4   | 77    | Oriol Servià       | 98      | Alexander Rossi (Ú)     | 14    | Szató Takuma           |
| 5   | 9     | Scott Dixon (Gy)   | 27      | Marco Andretti          | 6     | J. R. Hildebrand       |
| 6   | 42    | Charlie Kimball    | 2       | Juan Pablo Montoya (Gy) | 10    | Tony Kanaan (Gy)       |
| 7   | 11    | Sébastien Bourdais | 20      | Ed Carpenter            | 19    | Gabby Chaves           |
| 8   | 8     | Max Chilton (Ú)    | 24      | Sage Karam              | 18    | Conor Daly             |
| 9   | 63    | Pippa Mann         | 15      | Graham Rahal            | 61    | Matthew Brabham (Ú)    |
| 10  | 88    | Bryan Clauson      | 16      | Spencer Pigot (Ú)       | 25    | Stefan Wilson (Ú)      |
| 11  | 41    | Jack Hawksworth    | 4       | Buddy Lazier (Gy)       | 35    | Alex Tagliani          |

## Verseny

### Összefoglaló
A kellemes melegben, kissé felhős ég alatt kezdődő verseny felvezető körén rögtön többeknek műszaki problémái adódtak. Ilyen volt Hélio Castroneves, akinek nehezen indult be az autója, de ezután a mezőny után eredhetett, és elfoglalhatta pozícióját. Rosszabbul járt az 1996-os győztes Buddy Lazier, aki a felvezető körön rögtön a boxba hajtott, mert füstölni kezdett az autója. Később kiderült, hogy a füstöt a beragadó gázpedál okozta, és a javítás igen hosszúra sikeredett, csak közel a verseny negyedénél tudta megkezdeni a körözést. Ezután következett a rajt, ahol James Hinchcliffe jött el elsőként. Az első kiállásig ő, Ryan Hunter-Reay és Josef Newgarden, vagyis az első rajtsor előzgette oda-vissza egymást az első helyért. A csatába később bekapcsolódott Townsend Bell is. A sárga zászlót először  a negyvenhetedik körben kellett meglengetni egy a nézőtérről a pályára kerülő szemét miatt. A sárga zászlós periódus alatti boxkiállások során Will Powert csapata veszélyesen engedte ki, emiatt nekinyomta Tony Kanaan autóját a boxutcafalnak. Az incidens miatt Powert megbüntették, és a mezőny végére küldték.
Az élen továbbra is Hunter-Reay és Hinchcliffe helycseréit nézhettük, egészen a hatvannegyedik körig, amikor az első baleset történt a pályán. Ekkor az előző évi győztes Juan Pablo Montoya egy kanyarban elvesztette uralmát az autója felett, és falnak csapta. Ez volt Montoya pályafutásának első olyan indianapolisi 500 mérföldes versenye, amelyet feladni kényszerült. Ekkor a mezőny nagyobb része ismét kilátogatott friss gumikért és üzemanyagért. Powerhez hasonlóan ezúttal csapattársát, Simon Pagenaud-t engedték vissza veszélyesen (Mihail Aljosinnal koccant is), emiatt a franciát is a mezőny végére száműzték. A nem sokkal korábban szintén megbüntetett Power ezúttal kint maradt, így ő is vezette néhány körig a futamot. Az újraindítás után Hélio Castroneves is felzárkózott az élmezőnyhöz, és ő is állt az élen a verseny több pontján is.
A harmadik sárga zászlós periódus a 94. körben jött el, amikor Sage Karam csapta falnak az autóját, miközben Townsend Bellt próbálta megelőzni az ötödik helyért. Karam az előzés közben összeért Bell-lel, emiatt a poros ívre került, ahol irányíthatatlanná vált az autója. A baleset következtében Karam végigcsúszott a kettes kanyarban és gyakorlatilag a komplett hátsó egyenesben, de a mezőny legfiatalabb pilótája sérülés nélkül megúszta az esetet. Ebben az időszakban Bryan Clauson döntött úgy, hogy később megy ki tankolni és kereket cserélni, mint a többiek, így három körig vezette a versenyt a pace car mögött. Miután ő is kiment a boxba, Castroneves örökölte meg tőle az első pozíciót.
A következő bő tíz körben Castroneves, Hunter-Reay, Bell és Tony Kanaan harcoltak az első helyért, egészen addig, amíg Aljosin is balesetet szenvedett, Montoyához hasonló módon, a kanyarban elvesztve uralmát az autó felett. Az eset során Conor Daly is pórul járt, aki, miközben Aljosint próbálta kikerülni, túl nagy kormánymozdulatot tett, és ő is megpördült, szintén leamortizálva autóját. Daly rögtön kiesett, Aljosin viszont egy hosszas javítás után visszatért a pályára. A takarítás során ismét szinte mindenki kiment a boxba. A kiállások során a tumultuózus pillanatok során Bell hozzáért Castroneves autójához, majd megpördült, magával sodorva saját tulajdon csapattársát, Hunter-Reayt is. Mire folytatni tudták a versenyt, mindketten körhátrányba kerültek, elveszítve minden esélyüket a végső győzelemre. Castroneves nem szenvedett hátrányt ebből az esetből, sőt, a zöld zászló lengetésekor, a 121. körben ismét az első helyért harcolhatott Kanaannal. A 149. körben Buddy Lazier autójáról levált a bal első kerék, amíg ezt összegyűjtötték, valamint Lazier autóját is mentették, ismét sárga zászló lengett a pályán.
A 158. körben történő újraindítást követően Castroneves, Kanaan, Newgarden és Hinchcliffe harcoltak az első helyért. Castroneves akkor szállt ki a győzelemért folytatott harcból, amikor J.R. Hildebrand rászaladt hátulról az autójára, így pedig a hátsó szárnyából letört egy elem, és ki kellett mennie a boxba a teljes hátsó szárnyat lecserélni. A hatodik, utolsó sárga zászlós időszak akkor következett, amikor Szató Takuma is falnak csapódott. Ekkor többen kimentek tankolni, viszont ez sárga zászlós periódus nélkül korainak nézett ki, ugyanis mindez a 161. körben történt, vagyis 39 kört kellett megtenniük egyetlen tankolással.
A verseny a 167. körben indult újra. Ezután Kanaan, Newgarden, Carlos Muñoz és Hildebrand állt a mezőny élére, élvezetes csatákat bemutatva. Tíz körrel a vége előtt megvalósult a korán tankolók számára a legrosszabb forgatókönyv, ugyanis kiderült, egyikőjüknek sem elég az üzemanyaguk a verseny befejezéséhez. Mivel a teljes élmezőnynek ki kellett állnia tankolni, Alexander Rossi a tizedik helyről előre tudott ugorni egészen a vezető pozícióba. Ekkor mindenki arra számított, hogy a Kanaan-Newgarden-Muñoz hármasból az nyerhet majd, akinél a legjobban dolgoznak a boxban. Végül egyikőjük sem tudott nyerni, Rossi ugyanis mindenkit meglepve már nem állt ki többet, és bár a szokásosnál jóval lassabb tempóban, de be tudott gurulni a célba elsőként, mielőtt kifogyott volna az ő üzemanyaga is. A lassabb tempó amiatt is belefért Rossinak, hogy az utolsó körnek még húsz másodperces előnnyel vágott neki, így hiába volt az utolsó köre több, mint nyolcvan km/órával lassabb a többieknél, 4,5 másodpercet így is meg tudott tartani az előnyéből. Hogy mennyire ki volt számolva az utolsó csepp benzinig Rossi taktikája, jól mutatja, hogy a levezető kört már nem volt képes önerőből megtenni, és be kellett őt vontatni a győztesnek fenntartott helyre.

### Végeredmény
| Poz.                  | #  | Versenyző           | Csapat                         | Motor     | Körök | Idő/kiesés oka       | Boxkiállás | Rajt | Körök az élen | Pont |
| --------------------- | -- | ------------------- | ------------------------------ | --------- | ----- | -------------------- | ---------- | ---- | ------------- | ---- |
| 1                     | 98 | Alexander Rossi (Ú) | Andretti Herta Autosport       | Honda     | 200   | 3:00:02.0872         | 8          | 11   | 14            | 124  |
| 2                     | 26 | Carlos Muñoz        | Andretti Autosport             | Honda     | 200   | +4,4975              | 8          | 5    | 10            | 115  |
| 3                     | 21 | Josef Newgarden     | Ed Carpenter Racing            | Chevrolet | 200   | +4,9304              | 8          | 2    | 14            | 111  |
| 4                     | 10 | Tony Kanaan         | Chip Ganassi Racing            | Chevrolet | 200   | +10,4963             | 8          | 18   | 19            | 81   |
| 5                     | 42 | Charlie Kimball     | Chip Ganassi Racing            | Chevrolet | 200   | +10,5218             | 9          | 16   | 0             | 78   |
| 6                     | 6  | J. R. Hildebrand    | Ed Carpenter Racing            | Chevrolet | 200   | +11,3459             | 7          | 15   | 4             | 76   |
| 7                     | 5  | James Hinchcliffe   | Schmidt Peterson Motorsports   | Honda     | 200   | +12,7744             | 8          | 1    | 27            | 95   |
| 8                     | 9  | Scott Dixon         | Chip Ganassi Racing            | Chevrolet | 200   | +15,1607             | 8          | 13   | 0             | 69   |
| 9                     | 11 | Sébastien Bourdais  | KVSH Racing                    | Chevrolet | 200   | +21,0613             | 9          | 19   | 0             | 59   |
| 10                    | 12 | Will Power          | Team Penske                    | Chevrolet | 200   | +21,5171             | 8          | 6    | 8             | 73   |
| 11                    | 3  | Hélio Castroneves   | Team Penske                    | Chevrolet | 200   | +22,1015             | 9          | 9    | 24            | 65   |
| 12                    | 77 | Oriol Servià        | Schmidt Peterson Motorsports   | Honda     | 200   | +23,8140             | 9          | 10   | 0             | 60   |
| 13                    | 27 | Marco Andretti      | Andretti Autosport             | Honda     | 200   | +24,9700             | 9          | 14   | 0             | 54   |
| 14                    | 15 | Graham Rahal        | Rahal Letterman Lanigan Racing | Honda     | 200   | +28,2494             | 9          | 26   | 0             | 40   |
| 15                    | 8  | Max Chilton (Ú)     | Chip Ganassi Racing            | Chevrolet | 200   | +28,7589             | 10         | 22   | 0             | 42   |
| 16                    | 41 | Jack Hawksworth     | A. J. Foyt Enterprises         | Honda     | 200   | +32,1748             | 9          | 31   | 0             | 31   |
| 17                    | 35 | Alex Tagliani       | A. J. Foyt Enterprises         | Honda     | 200   | +32,1993             | 7          | 33   | 11            | 28   |
| 18                    | 63 | Pippa Mann          | Dale Coyne Racing              | Honda     | 199   | +1 kör               | 8          | 25   | 0             | 33   |
| 19                    | 22 | Simon Pagenaud      | Team Penske                    | Chevrolet | 199   | +1 kör               | 10         | 8    | 0             | 50   |
| 20                    | 19 | Gabby Chaves        | Dale Coyne Racing              | Honda     | 199   | +1 kör               | 11         | 21   | 0             | 33   |
| 21                    | 29 | Townsend Bell       | Andretti Autosport             | Honda     | 199   | +1 kör               | 11         | 4    | 12            | 55   |
| 22                    | 61 | Matthew Brabham (Ú) | PIRTEK Team Murray             | Chevrolet | 199   | +1 kör               | 8          | 27   | 0             | 23   |
| 23                    | 88 | Bryan Clauson       | Jonathan Byrd's Racing         | Honda     | 198   | +2 kör               | 10         | 28   | 3             | 21   |
| 24                    | 28 | Ryan Hunter-Reay    | Andretti Autosport             | Honda     | 198   | +2 kör               | 8          | 3    | 52            | 53   |
| 25                    | 16 | Spencer Pigot (Ú)   | Rahal Letterman Lanigan Racing | Honda     | 195   | +5 kör               | 8          | 29   | 0             | 15   |
| 26                    | 14 | Szató Takuma        | A. J. Foyt Enterprises         | Honda     | 163   | Sérült felfüggesztés | 6          | 12   | 0             | 32   |
| 27                    | 7  | Mihail Aljosin      | Schmidt Peterson Motorsports   | Honda     | 126   | Baleset              | 5          | 7    | 0             | 40   |
| 28                    | 25 | Stefan Wilson (Ú)   | KVSH Racing                    | Chevrolet | 119   | Műszaki hiba         | 6          | 30   | 0             | 14   |
| 29                    | 18 | Conor Daly          | Dale Coyne Racing              | Honda     | 115   | Baleset              | 4          | 24   | 0             | 20   |
| 30                    | 4  | Buddy Lazier        | Lazier Burns Racing            | Chevrolet | 100   | Leeső kerék          | 6          | 32   | 0             | 12   |
| 31                    | 20 | Ed Carpenter        | Ed Carpenter Racing            | Chevrolet | 98    | Motorhiba            | 5          | 20   | 0             | 24   |
| 32                    | 24 | Sage Karam          | Dreyer & Reinbold Racing       | Chevrolet | 93    | Baleset              | 3          | 23   | 2             | 22   |
| 33                    | 2  | Juan Pablo Montoya  | Team Penske                    | Chevrolet | 63    | Baleset              | 2          | 17   | 0             | 27   |
| Hivatalos végeredmény |    |                     |                                |           |       |                      |            |      |               |      |